# 基茨比爾阿爾卑斯山脈

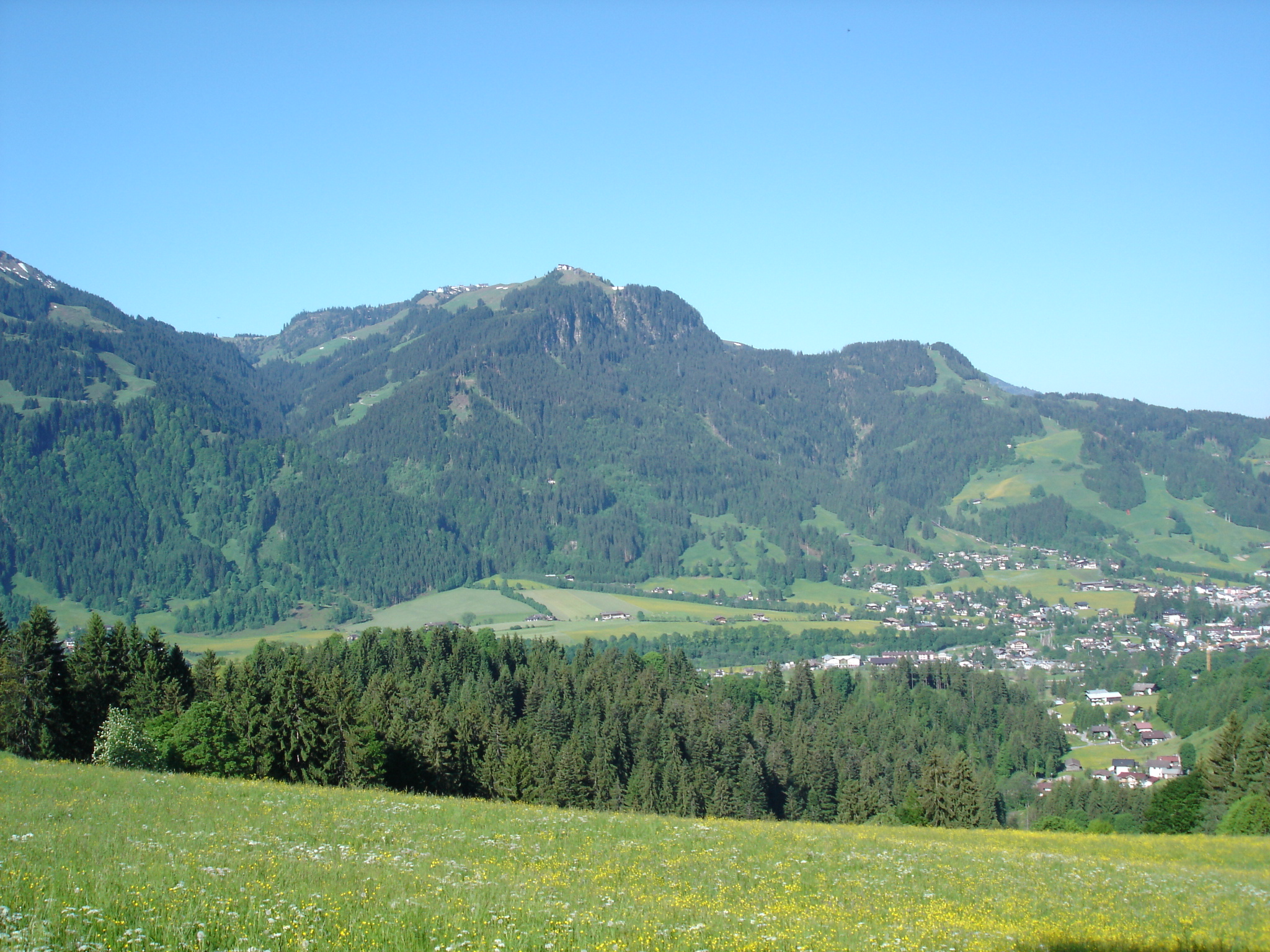

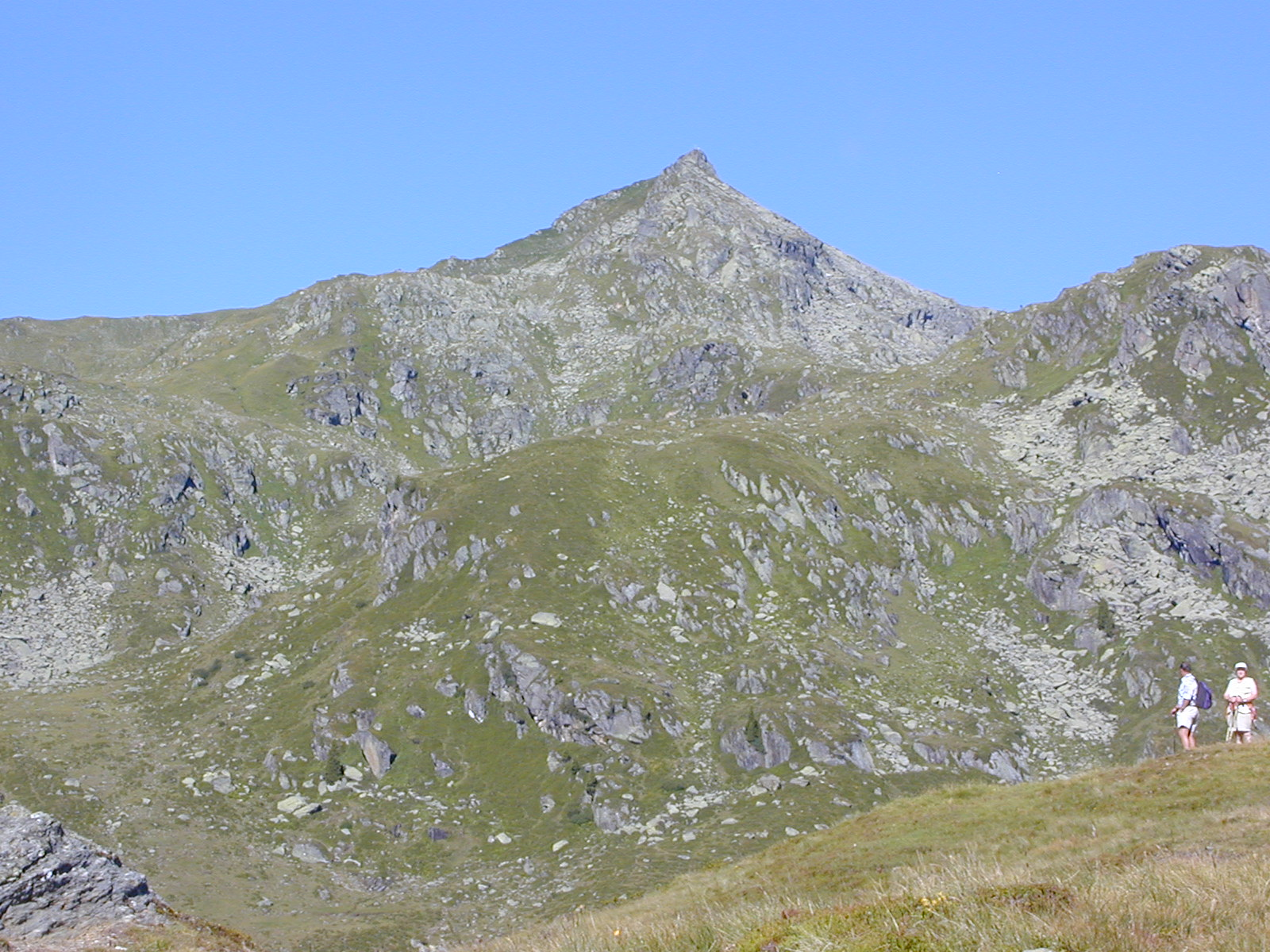

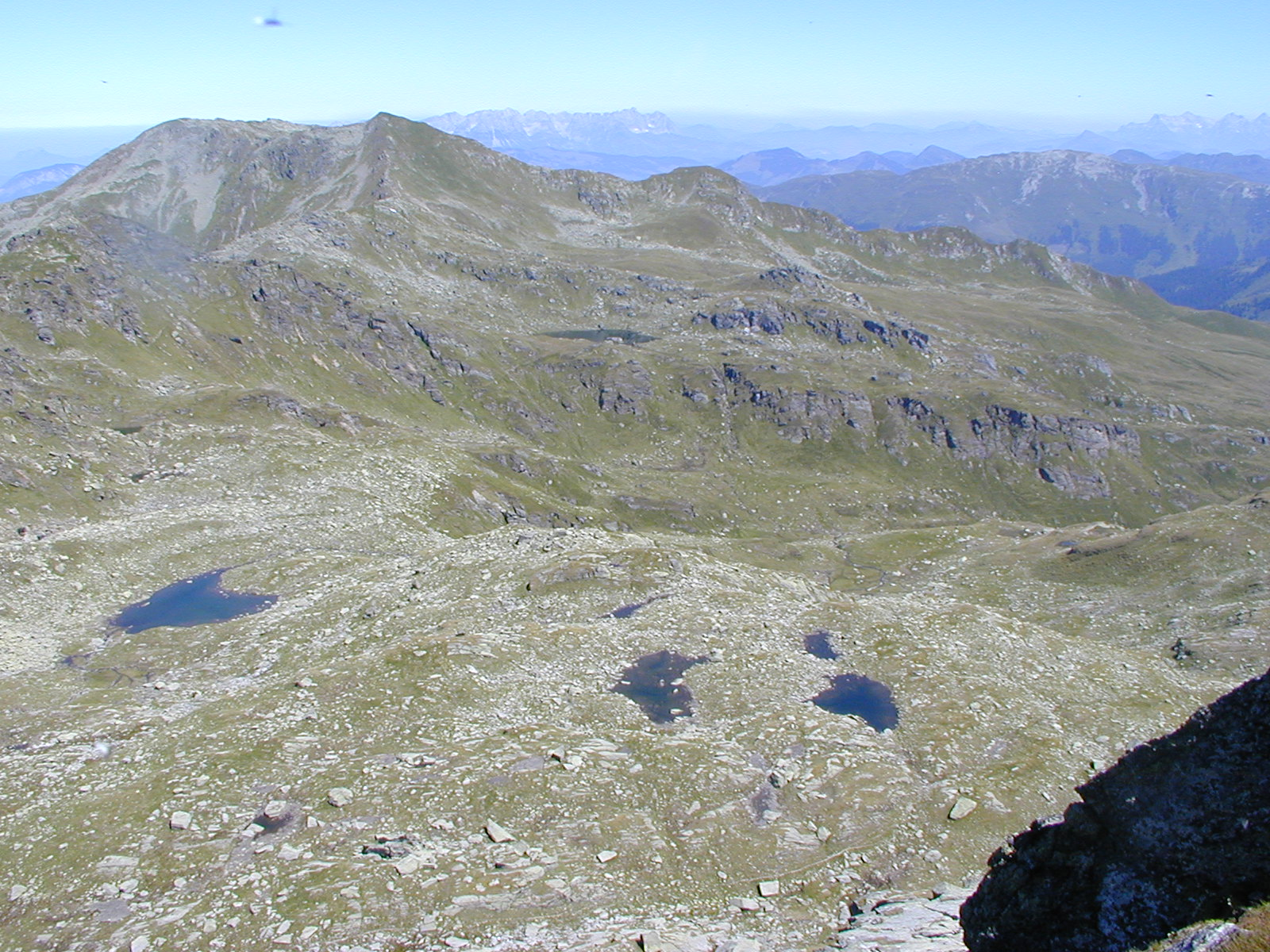

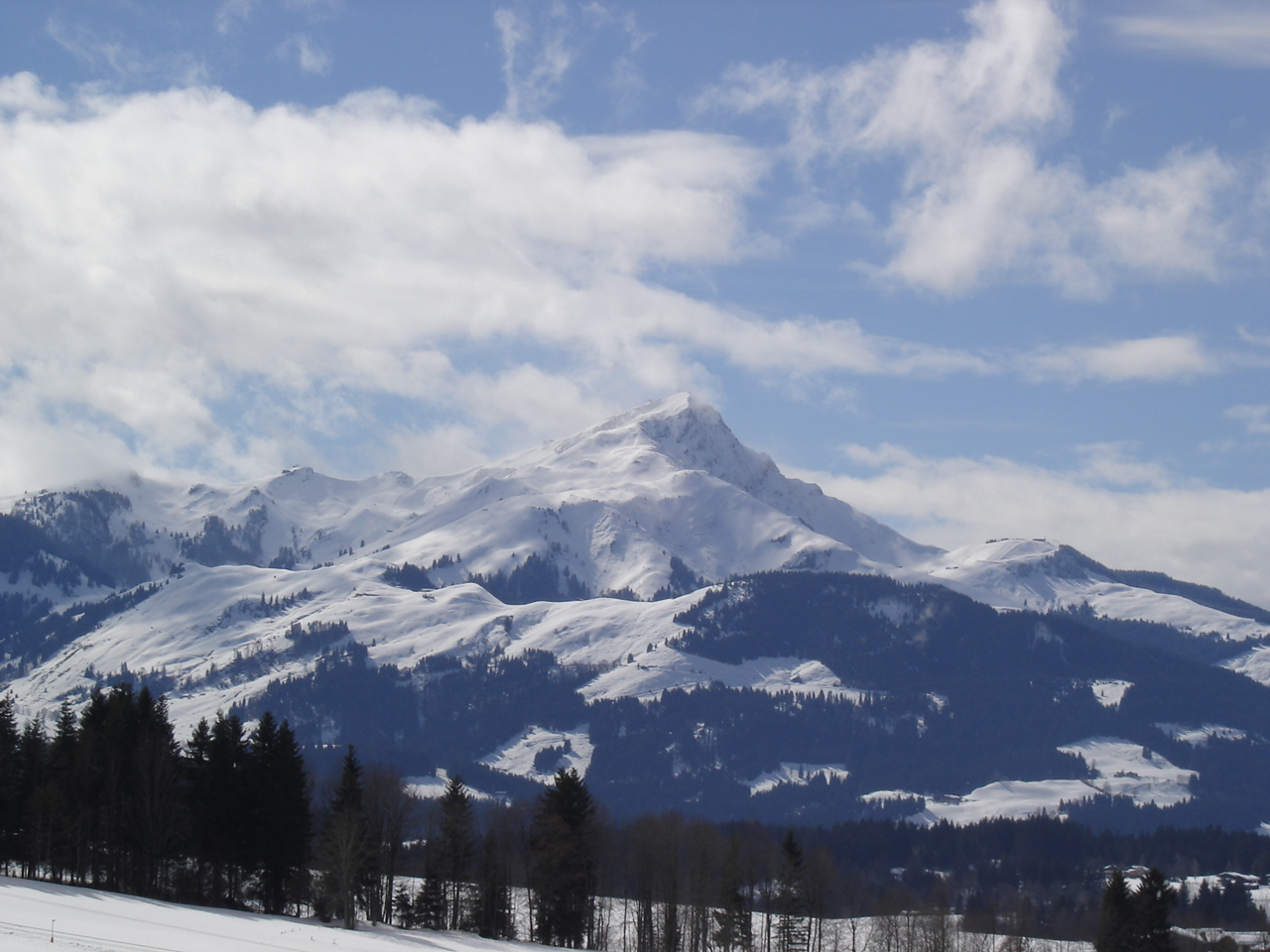

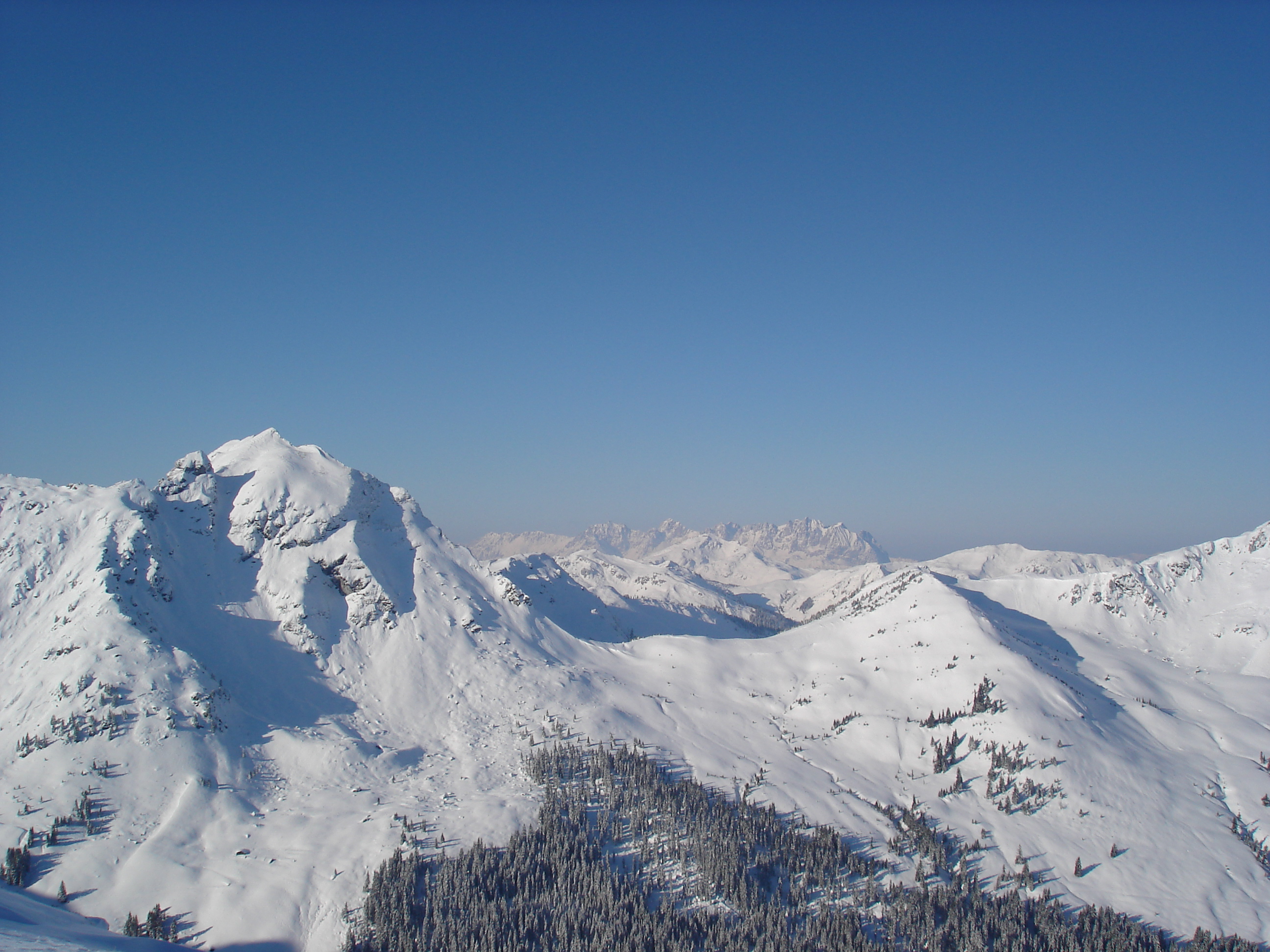

基茨比爾阿爾卑斯山脈（德语：Kitzbüheler Alpen）是奧地利的山脈，是中阿爾卑斯山脈的一部分，橫跨薩爾茨堡州和蒂羅爾州，最高點海拔高度2,558米。